# Let the Truth Be Told
Let the Truth Be Told – dziewiąty studyjny album amerykańskiego rapera Z-Ro. Został również wydany w edycji Chopped & Screwed.

## Lista utworów
| Nr | Tytuł                     | Gościnnie                 | Czas |
| -- | ------------------------- | ------------------------- | ---- |
| 1  | „Mo City Don (Freestyle)” |                           | 4:25 |
| 2  | „The Mule”                | Devin the Dude & Juvenile | 4:29 |
| 3  | „Don’t Wanna Hurt Nobody” | Trae & Lil’ Boss          | 3:31 |
| 4  | „Platinum”                |                           | 3:30 |
| 5  | „It Don’t Stop”           |                           | 3:41 |
| 6  | „I’m A Soldier”           |                           | 3:35 |
| 7  | „1 Night”                 | Trae                      | 5:07 |
| 8  | „Help Me Please”          |                           | 5:00 |
| 9  | „Another Song”            |                           | 4:20 |
| 10 | „Everyday, Samethang”     |                           | 4:18 |
| 11 | „The Same One”            |                           | 3:57 |
| 12 | „1st Time Again”          | Ashanti                   | 4:31 |
| 13 | „From the South”          | Paul Wall, Lil’ Flip      | 3:50 |
| 14 | „Respect My Mind”         |                           | 4:59 |
| 15 | „Ride 2 Nite”             |                           | 4:33 |
| 16 | „Auntie & Grandma”        |                           | 4:10 |
| 17 | „It’s a Shame”            |                           | 4:26 |